# Elda Tattoli
Elda Tattoli, née en 1929 à Bologne (Émilie-Romagne) et morte en 2005 à Rome (Latium), est une actrice, scénariste, réalisatrice et monteuse italienne.

## Biographie
Tattoli a commencé sa carrière dans les années 1950 en tant qu'actrice de théâtre dans sa ville natale de Bologne. Elle s'est ensuite installée à Rome, où elle a commencé à travailler dans de petits rôles au cinéma. À la même époque, elle travaille également pour la télévision, sur la chaîne Rai, et à la radio. Au début des années 1950, elle commence à travailler dans le doublage, puis comme assistante réalisatrice et scénariste, jusqu'en 1969, année où elle participe en tant que scénariste et co-réalisatrice avec Marco Bellochio, Carlo Lizzani, Bernardo Bertolucci, Pier Paolo Pasolini et Jean-Luc Godard au film à sketches La Contestation. Cinq ans plus tard, elle réalise son premier film en solo, le drame passionnel Pianeta Venere, suivi en 1982 de sa seconde réalisation en solo, Canto d'amore (it).
Elle est décédée à Rome en 2005. 

## Filmographie

### Actrice de télévision
- 1958 : Aprite: polizia! (it) de Daniele D'Anza

### Actrice de cinéma
- 1959 : Hercule et la Reine de Lydie (Ercole e la regina di Lidia) de Pietro Francisci : une amie de Iole
- 1959 : Non perdiamo la testa de Mario Mattoli : Isidora
- 1960 : Sapho, Vénus de Lesbos (Saffo, Venere di Lesbo) de Pietro Francisci : la nourrice de Sappho
- 1967 : La Chine est proche (La Cina è vicina) de Marco Bellochio : Elena

### Réalisatrice et scénariste
- 1969 : La Contestation (Amore e rabbia), segment Discutiamo, discutiamo coréalisé avec Marco Bellochio.
- 1974 : Pianeta Venere
- 1982 : Canto d'amore (it)

## Dramatiques télévisées de la Rai
- Buon viaggio, Paolo, réalisé par Stefano De Stefani, diffusé le 21 janvier 1958.
- Giovanna di Lorena, réalisé par Mario Ferrero, diffusé le 16 octobre 1959.

## Feuilleton radiophonique de la Rai
- Stelle alpine, d'Eligio Possenti, réalisé par Guglielmo Morandi, diffusé le 29 décembre 1958.